# Alloniem
Een alloniem is een naam van een bestaande persoon die door een schrijver als schuilnaam wordt gebruikt. Een voorbeeld is Hugo Brandt Corstius, die soms zijn werk ondertekende met 'Joop den Uyl'.
Een grensgeval is het gebruik van een bekende naam voor een tekst die is opgezet als pastiche, in wezen dus een neptekst geschreven door iemand anders. Dat was het geval bij de neptoespraak die het tijdschrift Opinio afdrukte in zijn editie van 4 april 2008, en waarin "Jan Peter Balkenende" zei dat niet de radicale islam of het islamitisch terrorisme een probleem was, maar de islam zelf. De tekst bleek geschreven te zijn door hoofdredacteur Jaffe Vink. In een kort geding eiste de Nederlandse premier rectificatie, maar de rechter wees de eis af.